# Lophoptera torrens
Lophoptera torrens là một loài bướm đêm trong họ Noctuidae.